# Philippe Verro
 (septembre 2011).
Si vous disposez d'ouvrages ou d'articles de référence ou si vous connaissez des sites web de qualité traitant du thème abordé ici, merci de compléter l'article en donnant les références utiles à sa vérifiabilité et en les liant à la section « Notes et références ».
Philippe Verro, né à Courteuil (Oise) le 17 juillet 1938 et mort dans la même ville le 6 janvier 2010, est un auteur, scénariste et directeur de production français.

## Biographie
Homme de théâtre, de cinéma et de télévision, il dirige la production de plusieurs séries télévisuelles et de films (La Folie des bêtes, Les Gens de Mogador, La Marche de Radetzky, La Pitié dangereuse, Au bon beurre...). Il est aussi le scénariste de la série Thibaud ou les Croisades  avec Henri Colpi et le producteur de Train d'enfer .
Photographe, il illustre un livre sur la tauromachie (Mon fils est torero. Cairn, 2003).
Lieutenant de louveterie, veneur et maître d'équipage (rallye Hardi Beagles puis Hardi Beagles et Waregem: vénerie du liévre; Hardi Campine puis Piqu'Hardi Chantilly: vénerie du chevreuil), il est administrateur de la Société de vénerie et a publié plusieurs ouvrages de réflexions et de nouvelles sur le sujet.

## Œuvres
- Cruelles beautés. Gerfaut, 1994
- De la vague à l'âme. Caractères, 1996

- Prix Louis-Barthou de l'Académie française
- Chasses insolites d'une vénerie très discrète. Gerfaut, 1998
- Chasses à cœur ouvert. Gerfaut, 2002 (avec Pierre Moinot, Léon Mazzella et Xavier Patier)
- Double voie. Crépin-Leblond, 2004

- Prix Jacques-Lacroix 2005 de l’Académie française
- Il existe encore des fleurs sauvages. Caractères, 2005
- Histoires de s'en souvenir. Privat, 2007
- La Grande Peur. Crépin-Leblond, 2009
- La Vénerie à fleur de peau. Montbel, 2009

## Distinctions
- officier des Arts et des Lettres
- chevalier du Mérite agricole